# Ерік Тінклер
Ерік Тінклер (англ. Eric Tinkler, нар. 30 липня 1970, Йоганнесбург) — південноафриканський футболіст, що грав на позиції півзахисника, зокрема за низку європейських клубних команд, а також національну збірну ПАР. По завершенні ігрової кар'єри — тренер. З 2021 року очолює тренерський штаб команди «Кейптаун Сіті».

## Клубна кар'єра
У дорослому футболі дебютував 1990 року виступами за команду «Вітс Юніверсіті», в якій провів два сезони, взявши участь у 18 матчах чемпіонату. 
1992 року перебрався до Європи, уклавши контракт з португальською «Віторією» (Сетубал). Відіграв за клуб з Сетубала наступні чотири сезони своєї ігрової кар'єри. Більшість часу, проведеного у складі «Віторії», був основним гравцем команди.
Сезон 1996/97 років провів в італійському «Кальярі», після чого уклав контракт з англійським «Барнслі», у складі якого провів наступні п'ять років своєї кар'єри гравця. 
2002 року повернувся до Португалії, де три роки грав за нижчоліговий «Калдаш», після чого повернувся на батьківщину до рідного  «Вітс Юніверсіті», за який виступав до завершення кар'єри у 2007 році.

## Виступи за збірну
1994 року дебютував в офіційних матчах у складі національної збірної ПАР.
Був основним гравцем національної команди на домашньому для неї Кубку африканських націй 1996 року, здобувши того року титул континентального чемпіона. Ця перемога дала збірній право участі у Кубку конфедерацій 1997 року, де Тінклер також був у заявці, проте на поле не виходив.
Згодом був учасником ще двох Кубків африканських націй —  2000 року в Гані та Нігерії, а також 2002 року в Малі.
Загалом протягом кар'єри в національній команді, яка тривала 9 років, провів у її формі 46 матчів, забивши 1 гол.

## Кар'єра тренера
Розпочав тренерську кар'єру, повернувшись до футболу після невеликої перерви, 2015 року, очоливши тренерський штаб клубу «Орландо Пайретс», де пропрацював з 2015 по 2016 рік.
Протягом тренерської кар'єри також очолював команди «Кейптаун Сіті», «Суперспорт Юнайтед», «Чиппа Юнайтед» та «Маріцбург Юнайтед».
З 2021 року знову очолює тренерський штаб команди «Кейптаун Сіті».
| Дата       | Місто        | Господарі         | Результат               | Гості             | Турнір                                             | Голи | Примітки |
| ---------- | ------------ | ----------------- | ----------------------- | ----------------- | -------------------------------------------------- | ---- | -------- |
| 8-6-1994   | Аделаїда     | Австралія         | 1 – 0                   | ПАР               | товариський матч                                   | -    | 84'      |
| 12-6-1994  | Сідней       | Австралія         | 1 – 0                   | ПАР               | товариський матч                                   | -    |          |
| 26-11-1994 | Преторія     | ПАР               | 2 – 1                   | Гана              | товариський матч                                   | -    |          |
| 30-11-1994 | Гебеха       | ПАР               | 0 – 0                   | Кот-д'Івуар       | товариський матч                                   | -    |          |
| 4-12-1994  | Йоганнесбург | ПАР               | 1 – 1                   | Камерун           | товариський матч                                   | -    |          |
| 13-5-1995  | Йоганнесбург | ПАР               | 1 – 1                   | Аргентина         | товариський матч                                   | -    |          |
| 24-11-1995 | Ммабато      | ПАР               | 2 – 0                   | Єгипет            | товариський матч                                   | -    |          |
| 26-11-1995 | Йоганнесбург | ПАР               | 2 – 0                   | Зімбабве          | товариський матч                                   | -    | ЖК       |
| 15-12-1995 | Йоганнесбург | ПАР               | 0 – 0                   | Німеччина         | товариський матч                                   | -    |          |
| 13-1-1996  | Йоганнесбург | ПАР               | 3 – 0                   | Камерун           | Кубок африканських націй 1996 - 1-й етап           | -    |          |
| 20-1-1996  | Йоганнесбург | ПАР               | 1 – 0                   | Ангола            | Кубок африканських націй 1996 - 1-й етап           | -    |          |
| 24-1-1996  | Йоганнесбург | ПАР               | 0 – 1                   | Єгипет            | Кубок африканських націй 1996 - 1-й етап           | -    |          |
| 27-1-1996  | Йоганнесбург | ПАР               | 2 – 1                   | Алжир             | Кубок африканських націй 1996 - чвертьфінал        | -    |          |
| 31-1-1996  | Йоганнесбург | ПАР               | 3 – 0                   | Гана              | Кубок африканських націй 1996 - півфінал           | -    | ЖК       |
| 3-2-1996   | Йоганнесбург | ПАР               | 2 – 0                   | Туніс             | Кубок африканських націй 1996 - Фінал              | -    |          |
| 24-4-1996  | Йоганнесбург | ПАР               | 2 – 3                   | Бразилія          | товариський матч                                   | -    |          |
| 1-6-1996   | Блантайр     | Малаві            | 0 – 1                   | ПАР               | Відбір до ЧС 1998                                  | 1    | 66'      |
| 15-6-1996  | Йоганнесбург | ПАР               | 3 – 0                   | Малаві            | Відбір до ЧС 1998                                  | -    |          |
| 18-9-1996  | Дурбан       | ПАР               | 2 – 0                   | Австралія         | товариський матч                                   | -    | ЖК       |
| 10-11-1996 | Йоганнесбург | ПАР               | 1 – 0                   | Заїр              | Відбір до ЧС 1998                                  | -    |          |
| 11-1-1997  | Лусака       | Замбія            | 0 – 0                   | ПАР               | Відбір до ЧС 1998                                  | -    |          |
| 6-4-1997   | Пуент-Нуар   | Республіка Конго  | 2 – 0                   | ПАР               | Відбір до ЧС 1998                                  | -    |          |
| 27-4-1997  | Ломе         | Заїр              | 1 – 2                   | ПАР               | Відбір до ЧС 1998                                  | -    |          |
| 24-5-1997  | Манчестер    | Англія            | 2 – 1                   | ПАР               | товариський матч                                   | -    | 88'      |
| 8-6-1997   | Йоганнесбург | ПАР               | 3 – 0                   | Замбія            | Відбір до ЧС 1998                                  | -    |          |
| 16-8-1997  | Йоганнесбург | ПАР               | 1 – 0                   | Республіка Конго  | Відбір до ЧС 1998                                  | -    |          |
| 11-10-1997 | Ленс         | Франція           | 2 – 1                   | ПАР               | товариський матч                                   | -    | 74'      |
| 15-11-1997 | Дюссельдорф  | Німеччина         | 3 – 0                   | ПАР               | товариський матч                                   | -    |          |
| 7-12-1997  | Йоганнесбург | ПАР               | 1 – 2                   | Бразилія          | товариський матч                                   | -    | 73'      |
| 17-12-1997 | Ер-Ріяд      | Уругвай           | 4 – 3                   | ПАР               | Кубок Конфедерацій                                 | -    | 54'      |
| 18-9-1999  | Кейптаун     | ПАР               | 1 – 0                   | Саудівська Аравія | товариський матч                                   | -    |          |
| 30-9-1999  | Ер-Ріяд      | Саудівська Аравія | 0 – 0                   | ПАР               | товариський матч                                   | -    |          |
| 27-11-1999 | Преторія     | ПАР               | 1 – 0                   | Швеція            | товариський матч                                   | -    |          |
| 23-1-2000  | Кумасі       | Габон             | 1 – 3                   | ПАР               | Кубок африканських націй 2000 - 1-й етап           | -    |          |
| 27-1-2000  | Кумасі       | ПАР               | 1 – 0                   | ДР Конго          | Кубок африканських націй 2000 - 1-й етап           | -    |          |
| 2-2-2000   | Кумасі       | ПАР               | 1 – 1                   | Алжир             | Кубок африканських націй 2000 - 1-й етап           | -    | 60'      |
| 6-2-2000   | Кумасі       | Гана              | 0 – 1                   | ПАР               | Кубок африканських націй 2000 - чвертьфінал        | -    | 48'      |
| 12-2-2000  | Аккра        | ПАР               | 2 – 2 д.ч. (4 – 3 п.п.) | Туніс             | Кубок африканських націй 2000 - матч за 3-тє місце | -    |          |
| 9-7-2000   | Хараре       | Зімбабве          | 0 – 2                   | ПАР               | Відбір до ЧС 2002                                  | -    |          |
| 15-8-2001  | Стокгольм    | Швеція            | 3 – 0                   | ПАР               | товариський матч                                   | -    |          |
| 10-11-2001 | Йоганнесбург | ПАР               | 1 – 0                   | Єгипет            | товариський матч                                   | -    |          |
| 15-1-2002  | Мафікенг     | ПАР               | 1 – 0                   | Ангола            | товариський матч                                   | -    | 46'      |
| 20-1-2002  | Сегу         | Буркіна-Фасо      | 0 – 0                   | ПАР               | Кубок африканських націй 2002 - 1-й етап           | -    |          |
| 24-1-2002  | Сегу         | Гана              | 0 – 0                   | ПАР               | Кубок африканських націй 2002 - 1-й етап           | -    |          |
| 30-1-2002  | Сегу         | ПАР               | 3 – 1                   | Марокко           | Кубок африканських націй 2002 - 1-й етап           | -    |          |
| 3-2-2002   | Каєс         | Малі              | 2 – 0                   | ПАР               | Кубок африканських націй 2002 - чвертьфінал        | -    |          |
| Усього     |              | Матчів            | 46                      |                   | Голів                                              | 1    |          |